# 寶國國際
寶國國際控股有限公司，簡稱寶國國際控股和寶國國際（英語：Portico International Holdings Limited，港交所除牌前0589.HK），前身為「寶姿時裝有限公司」，在1961年，由加拿大已故當地著名設計師卢克·塔纳比 (Luke Tanabi，1920年至2009年)創立時裝品牌；1989年，由已破產的ETAC收購，1990年於總部福建廈門設立「廈門首邦製衣廠有限公司」，其業務在生產、設計、銷售和品牌管理各類時裝產品。
股份曾在2003年10月31日（萬聖節）於港交所主板上市，招股定價為9至10.83港元之間，全球發售為3500萬股，集資額為3.7905億港元。用作提升品牌管理。
2012年，該公司前主席陳漢傑（陳啟泰（現任主席）之兄長）因為隱瞞多宗關連交易而辭職。
2015年1月7日，BLUESTONE GLOBAL HOLDINGS LIMITED收購該股份權益，涉資金額為112,404,000.00港元；3月25日完成。
2015年6月1日，該公司正計劃把PORTS ASIA HOLDINGS (HONG KONG) LIMITED出售予深圳市東方富海投資管理有限公司，涉資金額為4.2億港元，但在10月19日終止。
2016年10月17日，該公司前执行董事Pierre Bourque 退任，同時委任主席兒子Anthony Chan為首席執行官，其女兒陳晶晶則委任為总裁及首席运营官。
2018年5月27日，BLUESTONE GLOBAL HOLDINGS LIMITED把該公司私有化，定價為4.1港元，涉資金額為5.7億港元，原因是需要提高品牌額外資金，同時在交投內時期偏低，7月27日（香港動漫電玩節開幕時期）在股東大會通過，撤銷上市日期為2018年8月23日。

## 連結
- portico-intl.com/ （页面存档备份，存于）
- en.ports-intl.com/ （页面存档备份，存于）